# Pôle universitaire Léonard-de-Vinci
Pôle universitaire Léonard-de-Vinci este un cluster universitar francez situat la La Défense.
Centrul Universitar Leonardo de Vinci, un centru universitar pentru învățământul superior, a fost creat în 1995 de Consiliul General Hauts-de-Seine, condus de Charles Pasqua: de aceea este adesea poreclit Universitatea Pasqua (Fac Pasqua). clusterul era un învățământ superior privat francez.
Inițial, a fost finanțat în principal din fonduri publice. Clusterul este acum gestionat de Asociația Leonardo da Vinci (ALDV) și nu mai primește subvenții de la Hauts-de-Seine. PULV este condusă de Pascal Brouaye din 2012 și este certificată EESPIG din 10 ianuarie 2018.